# Alexandra Lencastre
Maria Alexandra de Alencastre Telo Teodósio Pedrosa (Lisboa, 26 de Setembro de 1965) é uma actriz e apresentadora de televisão portuguesa. Recebeu vários prémios de Melhor Atriz, quer de Cinema, quer de Televisão.

## Biografia
Nasceu em 26 de Setembro de 1965, em Lisboa.
Estudou no Curso de Filosofia na Faculdade de Letras da Universidade de Lisboa, seguindo pela carreira artística ao ingressar na Escola Superior de Teatro e Cinema do Instituto Politécnico de Lisboa, onde se diplomou em Teatro (Formação de Actores) (1986).
Começou a trabalhar profissionalmente no teatro em 1985, ganhando projecção ao receber o Prémio de Actriz Revelação (1986), da Associação Portuguesa de Críticos de Teatro (APCT). Trabalhou em companhias ou grupos como o TEC Teatro Experimental de Cascais, Grupo Teatro Hoje ou o Teatro Aberto.
A entrar nos anos 1990, Alexandra Lencastre começou a ficar conhecida do grande público quer como actriz, ao participar na Rua Sésamo (1990) ou na A Banqueira do Povo (1993), ambas na RTP1, quer como apresentadora de televisão em programas como Na Cama Com… (1993 - SIC), Perdoa-me (1994) ou Frou-Frou (1995).
Em 1997, apresentou o programa da RTP1 Super Bebése reforça o elenco da série Riscos. Apresentou o Festival RTP da Canção 1999, ao lado de Manuel Luís Goucha.
Da sua carreira de actriz televisiva destacam-se papéis como em Fúria de Viver (2002) ou Ana e os Sete (2003),que lhe valeram dois Globos de Ouro (2003) e (2004) de Melhor Actriz de Televisão ou em A Única Mulher que lhe valeu o Prémio Aquíla de Melhor Atriz Principal de Televisão (2015) e o "Prémio de Atriz Principal" nos Troféus de Televisão TV7 Dias (2016). Pelo meio também não se pode esquecer o desempenho Alexandra Lencastre em Meu Amor (2009), considerada Melhor Telenovela (2010) nos Emmys Internacionais.
Foi protagonista das séries da SIC, Querido Professor e Um Passeio no Parque, em 2000.
Apresentou o programa Moda 21, para a RTP1, em 2001.
Interpretou a grande vilã Luiza Albuquerque, na telenovela da TVI, Ninguém como Tu (2005), que é ainda hoje considerada uma das maiores antagonistas de sempre da televisão portuguesa. Após este projeto, que deu ainda mais visibilidade à atriz, seguiram-se muitos trabalhos para a TVI, sendo que na maioria deles vestiu a pele de protagonista ou antagonista, além disso assinou um contrato de exclusividade com a estação, onde se manteve continuamente até 2020.
Em 2006, protagoniza Tempo de Viver, Fascínios (2007) ou a telessérie Equador (2008).
Regressa à apresentação em 2009, com o programa Conversa Indiscreta, para a TVI24 e Quem é o Melhor?, na TVI.
Com a década de 2010 surgiu também a participação regular de Alexandra Lencastre como jurada em várias temporadas de programas/concursos televisivos como A Tua Cara Não Me É Estranha (2012), Dança com as Estrelas (2013)  ou Pequenos Gigantes (2016).
Em 2010, entra na peça Um Elétrico Chamado Desejo, em cena no Teatro Nacional D. Maria II.
Em 2011, protagoniza Anjo Meu, no papel de Joana Saraiva.
Em 2013, Alexandra interpreta duas sócias na novela Destinos Cruzados, uma como grande protagonista (Sílvia) e outra como a grande vilã (Laura). Por um lado, é Sílvia, uma mulher da classe trabalhadora de bom coração, mas que sofre com as traições do marido e com as dificuldades da vida. Por outro, é Laura, uma mulher rica, convencida e maliciosa para quem o dinheiro é o mais importante.
Quanto ao cinema, cujo percurso começou a par com a da televisão, para além da participação em filmes como Os Mutantes (1998) ou Os Imortais (2003), podem-se realçar os papéis de protagonista em duas longas-metragens de Fernando Lopes, O Delfim (2002) e Lá Fora (2004), sendo que o primeiro lhe valeu um Globo de Ouro de Melhor Actriz de Cinema (2003).  Alexandra Lencastre foi também protagonista em A Mulher que Acreditava Ser Presidente dos Estados Unidos da América (2003), de João Botelho, papel que lhe valeu o Prémio do Público à Melhor Interpretação Feminina atribuído no Festival Internacional de Cinema de Angra do Heroísmo (2003). Em 2015, entra em O Leão da Estrela, em 2017 - Parque Mayer ou Quero-te Tanto (2019). 
Regressou ao teatro, em 2015, com as peças Plaza Suite e Quem Tem Medo de Virgínia Wolf?
Em 2016, Alexandra voltou a ser jurada do programa na quarta edição do concurso de imitações da TVI A Tua Cara Não Me É Estranha.
Em 2017, integrou o elenco de A Herdeira e, em 2019, entra na novela Na Corda Bamba.
Com a transferência de Cristina Ferreira da TVI para a SIC, a artista reforça o programa das manhãs, Você na TV!, onde apresentou a rubrica "Sabores da Verdade".
Entre 2003 e 2020 continuou a exercer para a TVI.
Em fevereiro de 2020, Alexandra Lencastre deixou a TVI, onde estava há 16 anos, com contrato de exclusividade, e mudou-se para a SIC. Nesse mesmo ano apresenta o programa Estamos Aqui, aos sábados à noite, estreia o seu programa semanal Irresistível, na SIC Mulher.
Em janeiro de 2021 é uma das anfitriãs do programa das manhãs de sábado, Estamos em Casa. Em março de 2021 estreia a segunda temporada do programa Irresistível, na SIC Mulher. Na ficção do canal integrou o elenco das novelas Amor Amor, Por Ti e Flor sem Tempo, além destas três novelas fez uma participação especial na série Marco Paulo, onde interpretou a socialite Lili Caneças. Foi ainda comentadora residente do programa cor-de-rosa Passadeira Vermelha, apresentado por Liliana Campos, na SIC Caras.
Após 3 anos de ligação com a SIC, no verão de 2023 regressa à TVI, integrando o elenco da novela Cacau. No regresso ao canal, volta ao painel de jurados de Dança com as Estrelas.
Em 2024, integrou o filme de comédia Vive e Deixa Andar, onde contracenou com atores como Oceana Basílio, Débora Monteiro, Joana Pais de Brito ou Eduardo Madeira.
Em 2025, protagoniza a série de comédia Vizinhos Para Sempre, no papel de Rosa para a TVI e Prime Video. No mesmo ano, co-protagoniza a telenovela A Protegida e faz uma participação especial na adaptação de Ninguém como Tu.
É agenciada pela Charlie.

## Vida pessoal
Alexandra Lencastre casou por duas vezes, com o actor Virgílio Castelo de 1993 a 1994 e com o produtor de televisão holandês Piet-Hein Bakker de 1996 a 2003, de quem tem duas filhas, Margarida de Alencastre Pedrosa Wyers Bakker (nascida a 10 de fevereiro de 1996 (29 anos)) e Catarina de Alencastre Pedrosa Wyers Bakker (nascida a 26 de julho de 1998 (27 anos)).

## Televisão
| Ano         | Projeto                                       | Papel                                              | Notas                                                                    | Canal |
| ----------- | --------------------------------------------- | -------------------------------------------------- | ------------------------------------------------------------------------ | ----- |
| 1986        | História ao Fim do Dia                        |                                                    | Participação Especial                                                    | RTP1  |
| 1986        | A Última Viagem                               | Atriz                                              | Participação Especial                                                    | RTP1  |
| 1989        | Rua Sésamo                                    | Guiomar                                            | Protagonista                                                             | RTP1  |
| 1989        | Lusitânia Expresso                            |                                                    | Participação Especial                                                    | RTP1  |
| 1990        | O Morgado de Fafe em Lisboa                   | Leocádia                                           | Elenco Principal                                                         | RTP1  |
| 1990 - 1993 | Os Melhores Anos                              | Isabel                                             | Elenco Principal                                                         | RTP1  |
| 1991        | Perdidos e Achados                            | Maria                                              | Participação Especial                                                    | RTP1  |
| 1991        | Ícaro                                         |                                                    | Participação Especial                                                    | RTP1  |
| 1991        | Histórias Fantásticas                         | Catarina                                           | Elenco Principal                                                         | RTP1  |
| 1992        | Entre Mortos e Vivos                          | Mulher                                             | Protagonista                                                             | RTP1  |
| 1992        | Requiem Para Um Narciso                       | Bárbara                                            | Elenco Principal                                                         | RTP1  |
| 1992        | Os Contos do Mocho Sábio                      | Branca de Neve                                     | Participação Especial                                                    | RTP1  |
| 1993        | A Banqueira do Povo                           | Isabel da Silva                                    | Elenco Principal                                                         | RTP1  |
| 1994        | Cabaret                                       | Vários Papéis                                      | Participação Especial                                                    | RTP1  |
| 1994        | Na Cama Com...                                | Ela Própria                                        | Apresentadora                                                            | SIC   |
| 1994        | Perdoa-me                                     | Ela Própria                                        | Apresentadora                                                            | SIC   |
| 1994 - 1995 | Frou-Frou                                     | Ela Própria                                        | Apresentadora                                                            | RTP1  |
| 1995        | Tudo ao Molho e Fé em Deus                    | Helena Lourenço «Helinha»                          | Protagonista                                                             | RTP1  |
| 1995        | Aquela Cativa Que Me Tem Cativo               | D. Violante de Noronha                             | Participação Especial                                                    | RTP1  |
| 1995 - 1996 | A Mulher do Senhor Ministro                   | Margarida                                          | Elenco Adicional                                                         | RTP1  |
| 1997 - 1998 | Riscos                                        | Lídia                                              | Elenco Principal                                                         | RTP1  |
| 1997 - 1998 | Super Bebés                                   | Ela Própria                                        | Apresentadora                                                            | RTP1  |
| 1997        | Não Há Duas sem Três                          | Carina                                             | Participação Especial                                                    | RTP1  |
| 1998        | As Lições do Tonecas                          | Alexandra                                          | Participação Especial                                                    | RTP1  |
| 1999        | Docas 2                                       | Vários Papéis                                      | Participação Especial                                                    | RTP1  |
| 1999        | Festival RTP da Canção 1999                   | Ela Própria                                        | Apresentadora, ao lado de Manuel Luís Goucha                             | RTP1  |
| 1999        | Jornalistas                                   | Isabel Loureiro                                    | Elenco Adicional                                                         | SIC   |
| 1999        | Médico de Família                             | Clara                                              | Elenco Adicional                                                         | SIC   |
| 1999 - 2000 | Não És Homem, Não És Nada                     | Vitória                                            | Protagonista                                                             | RTP1  |
| 2000 - 2001 | Querido Professor                             | Helena                                             | Protagonista                                                             | SIC   |
| 2000        | Um Passeio No Parque                          | Isabel                                             | Protagonista                                                             | SIC   |
| 2001        | Moda 21                                       | Ela Própria                                        | Apresentadora                                                            | RTP1  |
| 2002        | Fúria de Viver                                | Beatriz Lacerda Cabral                             | Protagonista                                                             | SIC   |
| 2003 - 2005 | Ana e os Sete                                 | Ana Cruz                                           | Protagonista                                                             | TVI   |
| 2004        | Inspetor Max                                  | Mariana Botelho                                    | Participação Especial                                                    | TVI   |
| 2005        | Ninguém como Tu                               | Luiza Gaspar dos Santos Albuquerque / Paiva Calado | Antagonista                                                              | TVI   |
| 2006 - 2007 | Tempo de Viver                                | Fátima Almeida                                     | Protagonista                                                             | TVI   |
| 2007 - 2008 | Fascínios                                     | Margarida Moreira                                  | Antagonista                                                              | TVI   |
| 2008        | Equador                                       | Maria Augusta da Trindade                          | Elenco Principal                                                         | TVI   |
| 2009 - 2010 | Meu Amor                                      | Patrícia de Castro Correia                         | Antagonista                                                              | TVI   |
| 2009        | Conversa Indiscreta                           | Ela Própria                                        | Apresentadora                                                            | TVI   |
| 2009        | Quem É O Melhor?                              | Ela Própria                                        | Apresentadora                                                            | TVI   |
| 2011 - 2012 | Anjo Meu                                      | Joana Saraiva                                      | Protagonista                                                             | TVI   |
| 2012        | A Tua Cara Não Me É Estranha (1.ª edição)     | Ela Própria                                        | Jurada                                                                   | TVI   |
| 2012        | A Tua Cara Não Me É Estranha (2.ª edição)     | Ela Própria                                        | Jurada                                                                   | TVI   |
| 2012        | A Tua Cara Não Me É Estranha - Duetos         | Ela Própria                                        | Jurada                                                                   | TVI   |
| 2013 - 2014 | Destinos Cruzados                             | Sílvia Candeias Moreira                            | Protagonista                                                             | TVI   |
| 2013 - 2014 | Destinos Cruzados                             | Laura Veiga de Andrade                             | Antagonista                                                              | TVI   |
| 2013        | Dança com as Estrelas (1.ª edição)            | Ela Própria                                        | Jurada                                                                   | TVI   |
| 2013        | Secret Story - Casa dos Segredos (4.ª edição) | Ela Própria                                        | Apresentadora do Diário da Tarde                                         | TVI   |
| 2014        | A Tua Cara Não Me É Estranha: Kids            | Ela Própria                                        | Jurada                                                                   | TVI   |
| 2014        | Dança com as Estrelas (2.ª edição)            | Ela Própria                                        | Jurada                                                                   | TVI   |
| 2015 - 2017 | A Única Mulher                                | Pilar Sacramento                                   | Antagonista                                                              | TVI   |
| 2015        | Dança com as Estrelas (3.ª edição)            | Ela Própria                                        | Jurada                                                                   | TVI   |
| 2016        | Pequenos Gigantes (2.ª edição)                | Ela Própria                                        | Jurada                                                                   | TVI   |
| 2016        | A Tua Cara Não Me É Estranha (4.ª edição)     | Ela Própria                                        | Jurada                                                                   | TVI   |
| 2017 - 2018 | A Herdeira                                    | Caetana Rivera                                     | Antagonista                                                              | TVI   |
| 2018        | A Tua Cara Não Me É Estranha (5.ª edição)     | Ela Própria                                        | Jurada                                                                   | TVI   |
| 2018 - 2019 | Dança com as Estrelas (4.ª edição)            | Ela Própria                                        | Jurada                                                                   | TVI   |
| 2019        | Você na TV!                                   | Ela Própria                                        | Apresentadora da rubrica "Sabores da Verdade"                            | TVI   |
| 2019        | Juntos em Festa                               | Ela Própria                                        | Apresentadora de uma emissão especial                                    | TVI   |
| 2019 - 2020 | Na Corda Bamba                                | Fernanda Sequeira Lobo                             | Coadjuvante                                                              | TVI   |
| 2020        | Estamos Aqui                                  | Ela Própria                                        | Apresentadora                                                            | SIC   |
| 2020        | Irresistível (1.ª temporada)                  | Ela Própria                                        | Apresentadora                                                            | SIC   |
| 2021        | Irresistível (2.ª temporada)                  | Ela Própria                                        | Apresentadora                                                            | SIC   |
| 2021 / 2022 | Estamos em Casa                               | Ela Própria                                        | Apresentadora                                                            | SIC   |
| 2021 - 2022 | Amor Amor (volume 2)                          | Anabela «Bela» Bernardes                           | Atriz Convidada                                                          | SIC   |
| 2021        | Passadeira Vermelha                           | Ela Própria                                        | Comentadora                                                              | SIC   |
| 2022 - 2023 | Por Ti                                        | Isabel Brito                                       | Elenco Principal                                                         | SIC   |
| 2023        | Marco Paulo                                   | Lili Caneças                                       | Participação Especial                                                    | SIC   |
| 2023 - 2024 | Flor sem Tempo                                | Madalena Torres                                    | Antagonista                                                              | SIC   |
| 2024        | Dança com as Estrelas (6.ª edição)            | Ela Própria                                        | Jurada                                                                   | TVI   |
| 2024        | Cacau                                         | Simone Vaz Pereira                                 | Antagonista                                                              | TVI   |
| 2024 / 2025 | Congela                                       | Ela Própria                                        | Concorrente Convidada (3.ª temporada) / Concorrente Fixa (4.ª temporada) | TVI   |
| 2024        | Funtástico                                    | Ela Própria                                        | Jurada substituta, na ausência de Sara Prata                             | TVI   |
| 2025        | Vizinhos Para Sempre                          | Rosa                                               | Protagonista                                                             | TVI   |
| 2025        | A Protegida                                   | Laura Vilalobos                                    | Co- Protagonista                                                         | TVI   |
| 2025        | Ninguém como Tu                               | Lexa                                               | Participação Especial                                                    | TVI   |

## Cinema
| Ano  | Filme                                                                | Ref.                |
| ---- | -------------------------------------------------------------------- | ------------------- |
| 1988 | Meia Noite                                                           | [ 2 ]               |
| 1988 | Agosto (voz)                                                         | [ 2 ] [ 69 ]        |
| 1988 | Máscara de Aço Contra Abismo Azul (voz)                              | [ 2 ] [ 69 ]        |
| 1990 | Conserva Acabada (curta-metragem)                                    | [ 2 ] [ 69 ]        |
| 1991 | Ao Fim da Noite (voz)                                                | [ 2 ] [ 69 ]        |
| 1991 | Filha da Mãe                                                         | [ 2 ] [ 69 ]        |
| 1991 | Erros Meus                                                           | [ 69 ]              |
| 1992 | Terra Fria (voz)                                                     | [ 2 ] [ 69 ]        |
| 1992 | Requiem para um Narciso (curta-metragem)                             | [ 2 ] [ 69 ]        |
| 1992 | Medo                                                                 | [ 69 ]              |
| 1992 | Entre Mortos e Vivos (curta-metragem)                                | [ 2 ] [ 69 ]        |
| 1992 | Eternidade (voz)                                                     | [ 2 ] [ 69 ]        |
| 1992 | Vertigem                                                             | [ 2 ] [ 69 ]        |
| 1993 | Coitado do Jorge (voz)                                               | [ 2 ] [ 69 ]        |
| 1993 | O Fim do Mundo                                                       | [ 2 ] [ 69 ]        |
| 1994 | Três Palmeiras                                                       | [ 2 ] [ 69 ]        |
| 1997 | O Oiro do Bandido                                                    | [ 2 ] [ 69 ]        |
| 1998 | Tráfico                                                              | [ 2 ] [ 69 ]        |
| 1998 | Os Mutantes                                                          | [ 2 ] [ 69 ]        |
| 2001 | Quatro Vezes Quatro                                                  | [ 69 ]              |
| 2002 | A Falha                                                              | [ 2 ] [ 69 ]        |
| 2002 | O Delfim                                                             | [ 2 ] [ 69 ] [ 70 ] |
| 2002 | Tudo Continua Até ao Dia em que Pára (curta-metragem)                | [ 2 ]               |
| 2002 | Em Clandestinidade (The Dancer Upstairs)                             | [ 2 ]               |
| 2003 | Xavier                                                               | [ 2 ] [ 69 ]        |
| 2003 | Os Imortais                                                          | [ 2 ] [ 69 ]        |
| 2003 | A Mulher que Acreditava Ser Presidente dos Estados Unidos da América | [ 2 ]               |
| 2004 | Lá Fora                                                              | [ 2 ] [ 69 ]        |
| 2007 | O Capacete Dourado                                                   | [ 71 ]              |
| 2007 | Julgamento                                                           | [ 69 ]              |
| 2007 | Corrupção                                                            | [ 69 ]              |
| 2009 | Os Sorrisos do Destino                                               | [ 69 ]              |
| 2010 | Filme do Desassossego                                                | [ 72 ]              |
| 2012 | Gesto                                                                | [ 69 ]              |
| 2015 | O Leão da Estrela                                                    | [ 69 ]              |
| 2017 | 2 Minutos (curta-metragem)                                           | [ 73 ]              |
| 2018 | Parque Mayer                                                         | [ 69 ]              |
| 2019 | Quero-te Tanto!                                                      |                     |
| 2024 | Vive e Deixa Andar (Vanessa)                                         |                     |

## Teatro
| Ano  | Título                                | Companhia/Grupo                                                                            | Ref.         |
| ---- | ------------------------------------- | ------------------------------------------------------------------------------------------ | ------------ |
| 1984 | Acto sem palavras I e II + Vai e vem  | No Pote das Ginjas                                                                         | [ 3 ]        |
| 1985 | Pílades                               | Serviço de Animação, Criação Artística e Educação pela Arte - Fundação Calouste Gulbenkian | [ 3 ]        |
| 1986 | Frei Luís de Sousa                    | Serviço de Animação, Criação Artística e Educação pela Arte - Fundação Calouste Gulbenkian | [ 3 ]        |
| 1986 | O Indesejado                          | Serviço de Animação, Criação Artística e Educação pela Arte - Fundação Calouste Gulbenkian | [ 3 ]        |
| 1987 | Tartufo                               | TEC - Teatro Experimental de Cascais                                                       | [ 3 ]        |
| 1988 | Opereta                               | TEC - Teatro Experimental de Cascais                                                       | [ 3 ]        |
| 1988 | O Pranto e as Almas                   | TEC - Teatro Experimental de Cascais                                                       | [ 3 ]        |
| 1988 | D. João no Jardim das Delícias        | TEC - Teatro Experimental de Cascais                                                       | [ 3 ]        |
| 1988 | Erros Meus, Má Fortuna, Amor Ardente  | Serviço de Animação, Criação Artística e Educação pela Arte - Fundação Calouste Gulbenkian | [ 3 ]        |
| 1989 | Lisístrata                            | TEC - Teatro Experimental de Cascais                                                       | [ 3 ]        |
| 1989 | Quem Pode, Pode!                      | Pró Tea / Prótea                                                                           | [ 3 ]        |
| 1990 | Cenas da Vida de Benilde              | Grupo Teatro Hoje                                                                          | [ 3 ]        |
| 1990 | Terminal Bar                          | Grupo Teatro Hoje                                                                          | [ 3 ]        |
| 1992 | Estrelas na Manhã                     | Grupo Teatro Hoje                                                                          | [ 3 ]        |
| 1992 | A Gaivota                             | Grupo Teatro Hoje                                                                          | [ 3 ]        |
| 1993 | Os Homens                             | Companhia de Teatro de Lisboa                                                              | [ 3 ]        |
| 1993 | O Tempo e o Quarto                    | Novo Grupo/ Teatro Aberto                                                                  | [ 3 ]        |
| 1997 | Fernando Krapp Escreveu-me esta Carta | Novo Grupo/ Teatro Aberto                                                                  | [ 3 ]        |
| 2010 | Um Eléctrico Chamado Desejo           | Teatro Nacional D. Maria II                                                                | [ 3 ]        |
| 2015 | Plaza Suite                           |                                                                                            | [ 3 ] [ 74 ] |
| 2015 | Quem Tem Medo de Virgínia Wolf?       |                                                                                            | [ 74 ]       |

## Rádio - Teatro Radiofónico
- 1991 - Tempo de Teatro - Casamento em Manzanares

## Prémios e homenagens
- Prémio de Actriz Revelação (1986) da Associação Portuguesa de Críticos de Teatro (APCT)[2]
- Prémio do Público à Melhor Interpretação Feminina no Festival Internacional de Cinema de Angra do Heroísmo (2003), por A Mulher que Acreditava Ser Presidente dos Estados Unidos da América[2][36]
- Globo de Ouro (2003) Melhor Actriz de Televisão por Fúria de Viver (2002)[11]
- Globo de Ouro (2003) Melhor Actriz de Cinema pelo filme O Delfim (2002)[2]
- Globo de Ouro (2004) Melhor Actriz de Televisão por Ana E os Sete (2003)[11][12]
- Em 2010 a telenovela Meu Amor recebeu o Prémio Emmy Internacional de Melhor Telenovela[15]
- Em 2015 venceu o Prémio de Melhor Atriz Principal de Televisão, na segunda edição dos Prémios Áquila pelo seu papel na telenovela A Única Mulher.[13]
- Em 2016 venceu na categoria de "Atriz Principal" nos Troféus de Televisão TV7 Dias, pelo seu trabalho em A Única Mulher.[14]
- Pelo seu desempenho em Plaza Suite (2015) foi nomeada para o Globo de Ouro (2016) "Melhor Atriz", na categoria de "Teatro".[75]
- Prémio de melhor atriz (2023), atribuído pela Gala de Moura.